# Damaji Rao Gaikwar
Shrimant Maharaja Damaji Rao Gaikwar, Sena Khas Khel Shamsher Bahadur, fou maharaja de Baroda, cinquè fill de Shrimant Sardar Pilaji Rao Gaikwar, Sena Khas Khel Shamsher Bahadur de Sonagad (Songarh).
Va succeir al seu pare quan fou assassinat el 14 de maig de 1732. Abhai Singh, raja de Jodhpur i governador mogol de Gujarat, aprofitant la confusió, va avançar ràpidament cap a Baroda i va ocupar la ciutat i la fortalesa. Damaji es va fer fort a Dabhoi, i es va preparar per fer represàlies en direcció a Ahmedabad. Aquesta expedició va tenir un cert èxit així com altres expedicions que va fer i finalment va recuperar Baroda el 1734. El poder de Damaji va créixer cada dia i finalment el 1737 Abhai Singh va haver d'abandonar el Gujarat i el va succeir Momin Khan que va veure difícil mantenir la posició a Ahmedabad així que va cridar a Rangoji, un general de Damoji, amb el que va negociar l'ajut del seu senyor a canvi de la meitat dels impostos del Gujarat. El virrei va restar aliat dels Gaikwar fins a la seva mort el 1742.
En aquest temps el poder de Damaji creixia. Apareix capturant Bansah, prop d'Ahmedabad, i fent operacions contra Broach, que estava en mans d'un vassall del nizam d'Hyderabad i sembla que en va obtenir una part dels ingressos. A més com que el senapati Jaswant Rao Dabhade va demostrar ser incompetent per la seva tasca, Damaji fou el que tenia el poder en nom de la vídua de l'anterior senapati; quan la vídua va morir Damaji fou nomenat representant del peshwa a Gujarat; amb aquest increment del poder va fer una incursió a Malwa que fou afortunada.
A la mort de Monim Khan el 1742 el nou virrei fou Fida al-Din que va iniciar una política enèrgica; va derrotar el general Rangoji, però a la tornada de Damoji de Malwa altre cop aquest va recuperar la iniciativa; Fida al-Din va haver de fugir del país i Rangoji va conquerir Petlad, i el germà de Damaji, Khande Rao, va establir els drets familiars a Ahmedabad. Mentre hi havia dissensions a Surat que van derivar el 1751, en què es va reconèixer la meitat dels ingressos de la ciutat a Damaji i l'altra meitat al peshwa. El 1751 Damaji fou cridat per Tarabai de Satara per rescatar al seu net, el representant de Sivaji, de mans dels bramans del peshwa. Damaji va sortir de Songarh amb un exèrcit de 15000 homes i va atacar i derrotar a un exèrcit que se li oposava a Nimb (exèrcit que era superior). Però després d'això va patir algunes derrotes i finalment es va haver de sotmetre al peshwa.
Damaji llavors li va oferir a aquest un tracte; el peshwa amb l'excusa que l'estudiava el va atreure al seu campament i sobtadament el va atacar i el va fer presoner portant-lo a Poona. Llavors el peshwa va iniciar l'establiment del seu poder al Gujarat, tant contra el partit mogol com contra els seguidors de Damaji. No va aconseguir res i va decidir fer un acord amb Damaji, i aquest va haver d'acceptar les condicions del peshwa: la meitat del Gujarat i de les seves rendes seria pel peshwa, la meitat de les futures conquestes serien també pel peshwa, hauria de mantenir un exèrcit de deu mil cavallers per ajudar el peshwa quan aquest ho demanés i hauria de pagar un tribut de 5 lakhs. Damaji amb aquestes condicions fou alliberat.
Tot seguit Damaji va fer campanya amb altres caps marathes fins a la conquesta d'Ahmedabad que va suposar el final del poder mogol al Gujarat i el país va quedar dividit entre el peshwa i Damaji Gaikwar. El 1761 Damaji va marxar a combatre a Ahmad Shah Durrani i va prendre part en la batalla de Panipat on es va distingir; va poder escapar al desastre i retornar a Gujarat on va combatre els musulmans que esperaven aprofitar la derrota maratha de Panipat. Vers 1762 Damaji va traslladar la seva capital de Songarh a Patan (antiga Anhilvada). Entre 1763 i 1766 va ocupar la major part del territori de Kadi (uns dels quatre que formen el principat) i després va fer diverses conquestes a Kathiawar; va recaptar tribut a Idar i Rajpipla. El 1766 la capital es va establir a Baroda (ciutat).
Poc després de Panipat va morir el peshwa Balaji Rao i el va succeir el jove Madhava Rao, que aviat fou desafiat pel seu ambiciós oncle Raghunath Rao (Raghuba), amb el que Damaji va formar una ferma aliança. Però el 1768 Madhava Rao va derrotar els aliats a Dhodap, i va fer presoner a Raghunath Rao i a Govind Rao, fill de Damaji. Altre cop el peshwa va imposar oneroses condicions per la pau i l'alliberament del presoner; la mort de Damaji poc després a Patan el 18 d'agost de 1768, semblava anunciar el final de la nissaga; Damaji es va casar set vegades (a més de dues mullers morganàtiques) i va deixar sis fills mascles (i una filla) dels quals el més gran, Sayaji Rao I Gaikwar, un xic retardat mental, i el segon Govind Rao Gaikwar, dèbil i vacil·lant que era presoner a Poona, van reclamar la successió o gaddi. El peshwa va reconèixer al segon.